# Diplodontias dilatatus
Diplodontias dilatatus är en sjöstjärneart som först beskrevs av Perrier 1875.  Diplodontias dilatatus ingår i släktet Diplodontias och familjen Odontasteridae.
Artens utbredningsområde är havet kring Nya Zeeland. Inga underarter finns listade i Catalogue of Life.